# Conopsis
Conopsis es un género de serpientes de la familia Colubridae. Sus especies son endémicas de México.

## Especies
Se reconocen las siguientes:
- Conopsis acuta (Cope, 1886)
- Conopsis amphisticha (Smith & Laufe, 1945)
- Conopsis biserialis (Taylor & Smith, 1942)
- Conopsis lineata (Kennicott, 1859)
- Conopsis megalodon (Taylor & Smith, 1942)
- Conopsis nasus (Günther, 1858)